# 一柳末徳
一柳 末徳（ひとつやなぎ すえのり）は、江戸時代後期の大名。播磨国小野藩第11代（最後）の藩主。明治維新後に華族（子爵）となり、貴族院議員（子爵議員）を務めた。

## 経歴
丹波国綾部藩主・九鬼隆都の五男として誕生した。幼名は包五郎。
先代藩主・一柳末彦の養嗣子となり、文久3年（1863年）6月9日の末彦の隠居により家督を継いだ。慶応4年（1868年）の戊辰戦争では早くに新政府に帰順して北越戦争に出兵する。明治2年（1869年）の版籍奉還で知藩事となり、明治4年（1871年）の廃藩置県で上京する。その後は慶應義塾に入って英学を学んだ。
明治12年（1879年）には東京府芝区会議長となる。明治17年（1884年）の華族令で子爵となり、その後帝国博物館員を務めた。1890年（明治23年）7月10日、貴族院議員に就任し4期ほど務め、正三位勲三等に叙せられ、1920年（大正9年）1月17日に辞職した。大正11年（1922年）3月20日、従二位に叙せられ、3月21日に兵庫県明石市大蔵谷本邸にて死去した。享年73。

## 栄典
- 1914年（大正3年）6月18日 - 勲三等瑞宝章[5]

## 備考
- 子供たちには男女ともに高等教育と海外留学を薦め、自由と平等を尊重した人物であったという[6]。

## 系譜
- 父：九鬼隆都（1801年 - 1882年）
- 母：不詳
- 養父：一柳末彦（1843年 - 1881年）
- 正室：栄子（1854年 - 1893年） - 一柳頼紹娘
- 継室：志乃
- 室：妾蓉子
- 生母不明の子女
  - 長男：一柳譲二（1873年 - 1949年）
  - 次男：広岡恵三（1876年 - 1953年） - 加島銀行、大同生命、大阪電気軌道。広岡浅子の女婿
  - 三男：一柳剛（1879年 - 1919年）
  - 長女：千嘉子（1871年 - 1920年） - 大井光衛室
  - 次女：喜久子（1880年 - 1920年） - 森忠恕室
  - 三女：一柳満喜子（1884年 - 1969年） - ウィリアム・メレル・ヴォーリズ夫人
  - 四女：智恵子（1888年 - 1966年） - 筏井寿夫室

長男の譲二は分家、二男の恵三は他家に養子に行った。継嗣とされた三男の剛は大正天皇の学友の一人であるが、家督相続前に死去。剛の長男の一柳末幸が家督を継ぎ、子爵となった。四男の喬は夭折。